# 番町 (八戸市)

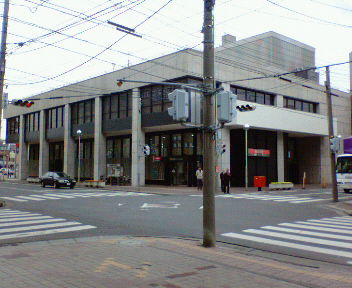
青森銀行八戸支店

番町（ばんちょう）は、青森県八戸市の地名の一つ。当地域は66世帯、人口129人が居住している。

## 地理
八戸市中心市街地に位置し、八戸商工会館や八戸市美術館などが立地している。表通り（国道340号）の北裏手に当たり、八戸市庁に隣接している地区である。北に内丸、堀端町、南に十三日町、三日町、八日町、西に堤町、東に常海町、窪町に面している。JR八戸線本八戸駅が最寄駅である。

## 歴史
番町は藩政時代の士族町だった。

## 逸話
八戸市庁は番町10番地に置かれていた時代もあった。